# Selbstblasschalter

Öffnungsvorgang an einem SF_{6}-Leistungsschalter

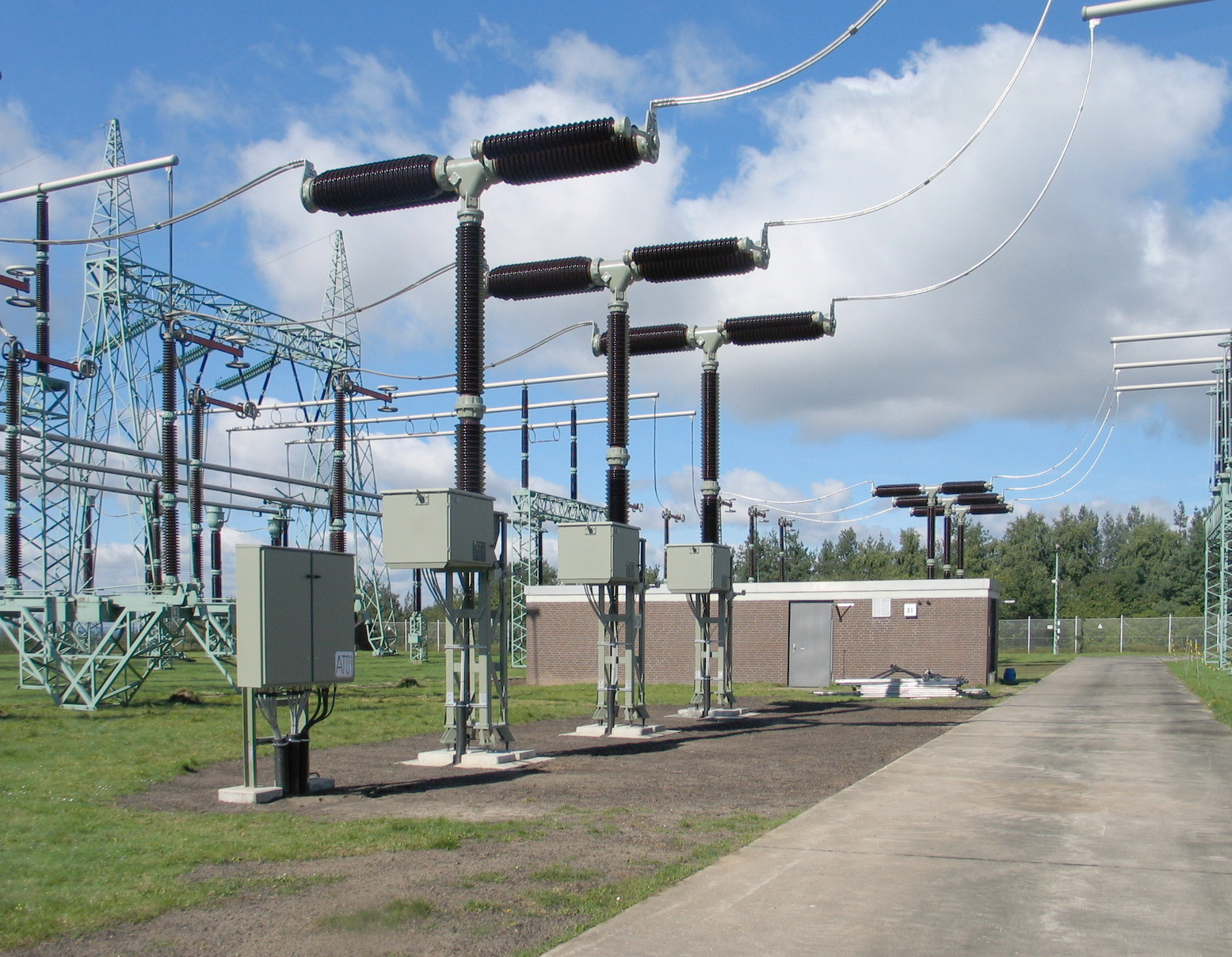
SF_{6}-Selbstblasschalter, je zwei Schalter pro Phase in Reihe in horizontaler Ausführung

Selbstblasschalter sind Leistungsschalter, die bei Hochspannungsschaltanlagen zum Einsatz kommen. Sie sind in der Lage, hohe Kurzschlussströme zu unterbrechen, indem sie den entstehenden Schaltlichtbogen während des Schaltvorgangs mit Gas unter hohem Druck beblasen und schnellstmöglich löschen. Im Hochspannungsbereich kommt fast ausschließlich Schwefelhexafluorid (SF6) als Löschmittel zum Einsatz. Im Gegensatz zu gewöhnlichen SF6-Kolbenblasschaltern erfordert der Selbstblasschalter wesentlich weniger Antriebsenergie für das Löschsystem.
Die Entwicklung von SF6-Selbstblasschaltern gehen auf Arbeiten von Winthrop Leeds und Kollegen bei Westinghouse Electric aus dem Jahr 1957 zurück.

## Funktionsweise
Beim Ausschaltvorgang wird das Löschgas durch die Kolbenbewegung zunächst komprimiert und strömt dann unter hohem Druck aus der Kammer über den brennenden Lichtbogen. Beim Selbstblasschalter nutzt man eine sinnvolle Gehäusekonstruktion, um einen zusätzlichen Überdruck aufgrund der hohen Temperatur des Lichtbogens zu erzielen. Dies spart Antriebsenergie für die Kompression des Gases.